# Cerro Negro (Cojedes)
El Cerro Negro es una formación montañosa ubicada en el Municipio Ezequiel Zamora en el extremo norte del estado Cojedes, Venezuela. A una altitud promedio de 662 m s. n. m., el Cerro Negro es una de las montañas más altas en Cojedes.

## Ubicación
El Cerro Negro es el punto más elevado de la Fila El Pauji, una región montañosa del extremo Oeste del parque nacional Tirgua, entre «Chorrerón» (248 m s. n. m.) y «El Blanquito» (525 m s. n. m.) por el Este. Colinda hacia el norte con el área de «Mapora» y «El Bajío» (486 m s. n. m.).

## Flora y Fauna
A pesar de la gran proximidad del Cerro Negro al contacto humano que transita en la ruta La Sierra por el parque Tirgua, se pueden apreciar bosques de hoja caduca y semicaducifolios intactos. Existen clusiáceas, mimosáceas como la acacia, varias especies de mirtáceas y tiliáceas en el estrato arbóreo. Por otra parte, la palma ocupa grandes extensiones del sotobosque. 
Entre los mamíferos que aún pueden encontrarse por asociación al parque nacional están los monos araguato y capuchino, el cunaguaro, la lapa y la danta.